# Euroserum
- Elle ne cite pas suffisamment ses sources. Vous pouvez indiquer les passages à sourcer avec {{référence nécessaire}} ou {{Référence souhaitée}}, et inclure les références utiles en les liant aux notes de bas de page. (Marqué depuis avril 2021)
- Son ton est trop promotionnel ou publicitaire, voire hagiographique. Le texte doit adopter un ton neutre et encyclopédique. (Marqué depuis avril 2021)

Eurosérum est une entreprise de production de lactosérum créée en 1973 à Port-sur-Saône, en Haute-Saône. Il s'agit de l'un des principaux acteurs mondiaux sur le marché des poudres de lactosérum déminéralisé, un ingrédient utilisé notamment pour la fabrication de lait infantile. La société se développe rapidement à l’international et commercialise près de 75 % de sa production vers plus de 80 pays. L’activité d’Eurosérum est, à 100 %, orientée vers la vente aux entreprises.
L’entreprise commercialise ses produits auprès de nombreux industriels de l’agroalimentaire (nutrition infantile, chocolaterie, boulangerie, pâtisserie, glaces, produits laitiers frais...).
C'est une entreprise du groupe laitier coopératif Sodiaal.

## Le lactosérum
Plus communément appelé « petit lait », le lactosérum est la partie liquide issue de la coagulation du lait pendant la fabrication du fromage (la partie solide est le caillé).

## Historique

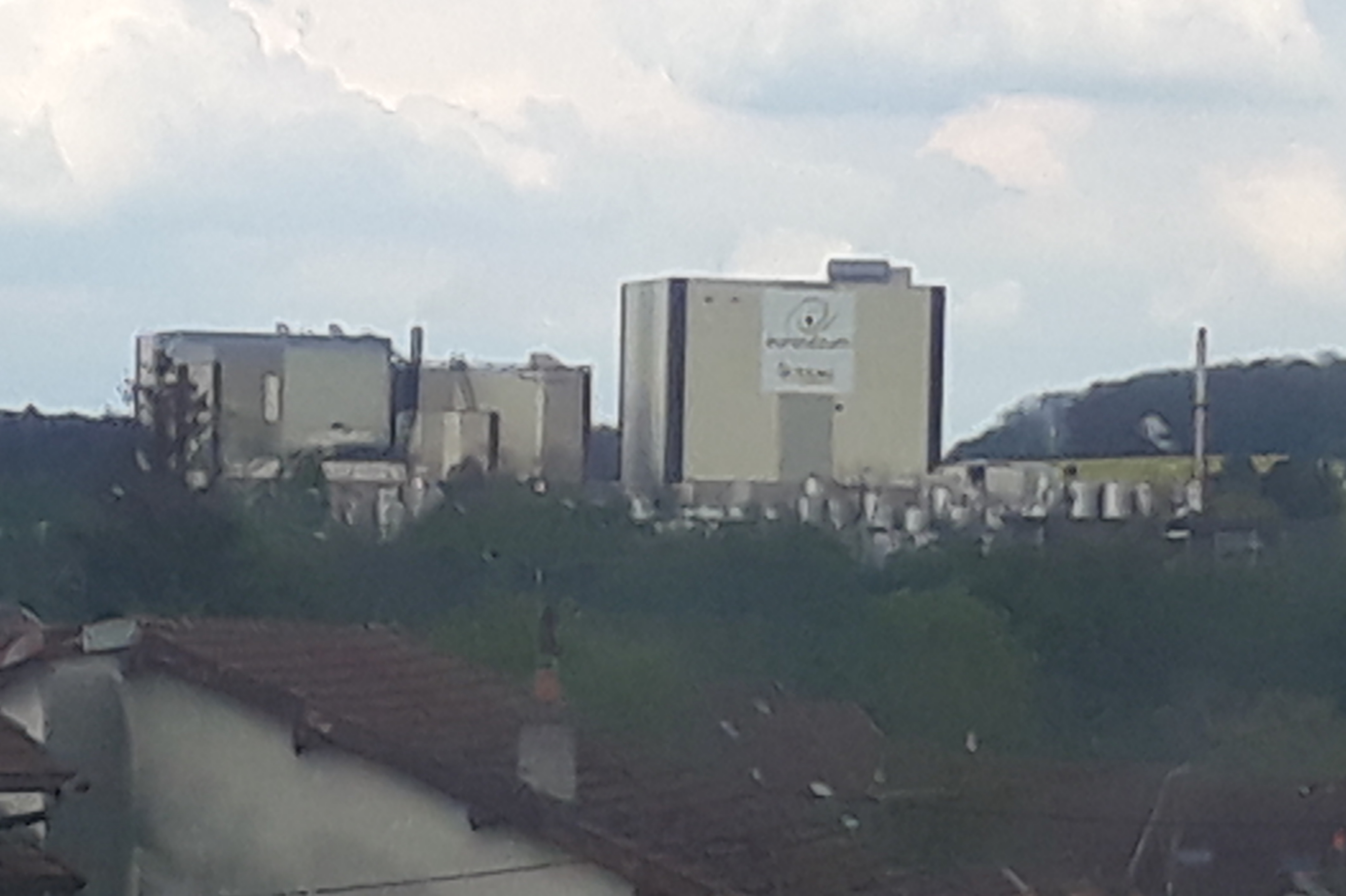
L'usine Eurosérum de Port-sur-Saône.

En 1973, l’entreprise voit le jour à Port-sur-Saône, dans la Haute-Saône, afin de traiter et de valoriser les excédents de production de lactosérum.
Eurosérum est spécialisée dans le traitement du lactosérum et propose une large gamme d’ingrédients destinés à la consommation humaine et notamment infantile.
Entremont devient l’actionnaire majoritaire en 2000.
En 2011, la société rejoint le groupe Sodiaal, 3e groupe laitier coopératif européen.

## Production
Eurosérum fabrique des ingrédients laitiers sous forme de poudre. Si le lactosérum déminéralisé est le produit emblématique de l’entreprise, une large gamme de poudres de lactosérum, d’ingrédients formulés fonctionnels et de poudres de lait complète l’offre proposée par Eurosérum, afin de répondre aux différents besoins de ses clients à travers le monde.